# 證如
证如（永正13年1516年12月23日—天文23年1554年9月19日）或称本愿寺证如，是净土真宗本愿寺第10代门主。是本愿寺第9代门主实如的孙，父亲是本愿寺僧侣円如。幼名光仙丸，院号信受院，尊称證如上人。
幼年时曾经成为前关白九条尚经的犹子。大永五年（1525年）祖父实如病逝后，由实如的弟弟愿证寺莲淳的见证下成为了第10代门主。证如继承门主之后，为了避免和河内守畠山义宣与幕府管领细川晴元的对抗以遭到近江国六角氏的攻击，所以将本愿寺从山科移到石山，形成了以石山为全国本愿寺教徒的中心形式。证如与日本大名们的关系非常良好，武田信玄游历京都曾经会面证如，上杉谦信进京期间证如也专程送了礼物，因为这样的缘故，本愿寺和细川氏、畠山氏从此和睦。在亲善外交的同时，正如还在修桥建寺等公益性活动上表现积极，为净土真宗的空前发展奠定了重要基础。
天文二十三年（1554年9月19日）证如圆寂，由他的12岁儿子显如继承门主。